# Ljubav je svuda
«Ljubav je svuda» (серб. кир. Љубав је свуда, укр. «Кохання скрізь») — пісня сербського гурту «Moje 3», з якою він представляв Сербію на пісенному конкурсі Євробачення 2013 в Мальме. Пісня була виконана 14 травня в першому півфіналі, але до фіналу не пройшла.